# Mjaundzja
Mjaundzja (ryska Мяунджа) är en ort i Magadan oblast i Ryssland. Orten ligger vid floden Mjaundscha ungefär 430 kilometer nordnordväst om Magadan. Folkmängden uppgår till cirka 1 700 invånare.